# Piersławek
Piersławek (deutsch: Kleinort) ist ein Ortsteil (mit Forsthaus) der Landgemeinde Piecki (Peitschendorf) im Powiat Mrągowski (Sensburg) der Woiwodschaft Ermland-Masuren in Polen.

## Geographische Lage
Piersławek liegt im masurischen Seengebiet auf dem Baltischen Landrücken. Die umgebende  Landschaft hat zahlreiche Seen, Sümpfe, Teiche sowie Nadel- und Mischwälder und ist Bestandteil der Johannisburger Heide. Nördlich von Piersławek liegt der Jezioro Wągiel (deutsch Großer Wongelsee). In der Nähe entspringt der Fluss Deine (polnisch Dajna).
Durch Piecki verlaufen die Landstraßen 59 und 610. Die Entfernung von Piersławek zur Stadt Mikołajki (Nikolaiken) beträgt 17 Kilometer, zur Stadt Mrągowo ' 15 Kilometer, zur Stadt Olsztyn (Allenstein) 75 Kilometer und nach Piecki 3,5 Kilometer.

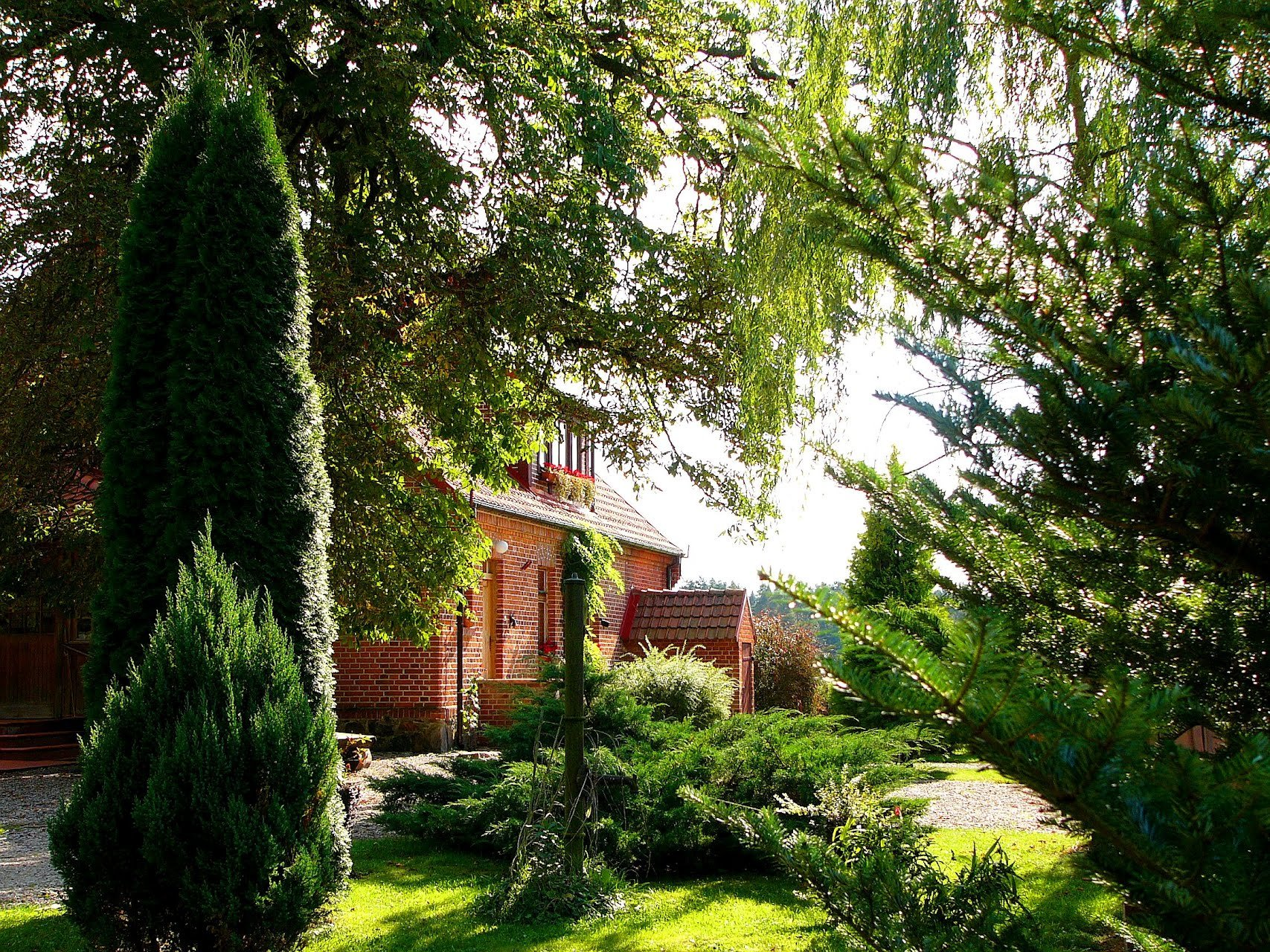
Forsthaus in Piersławek (2012)

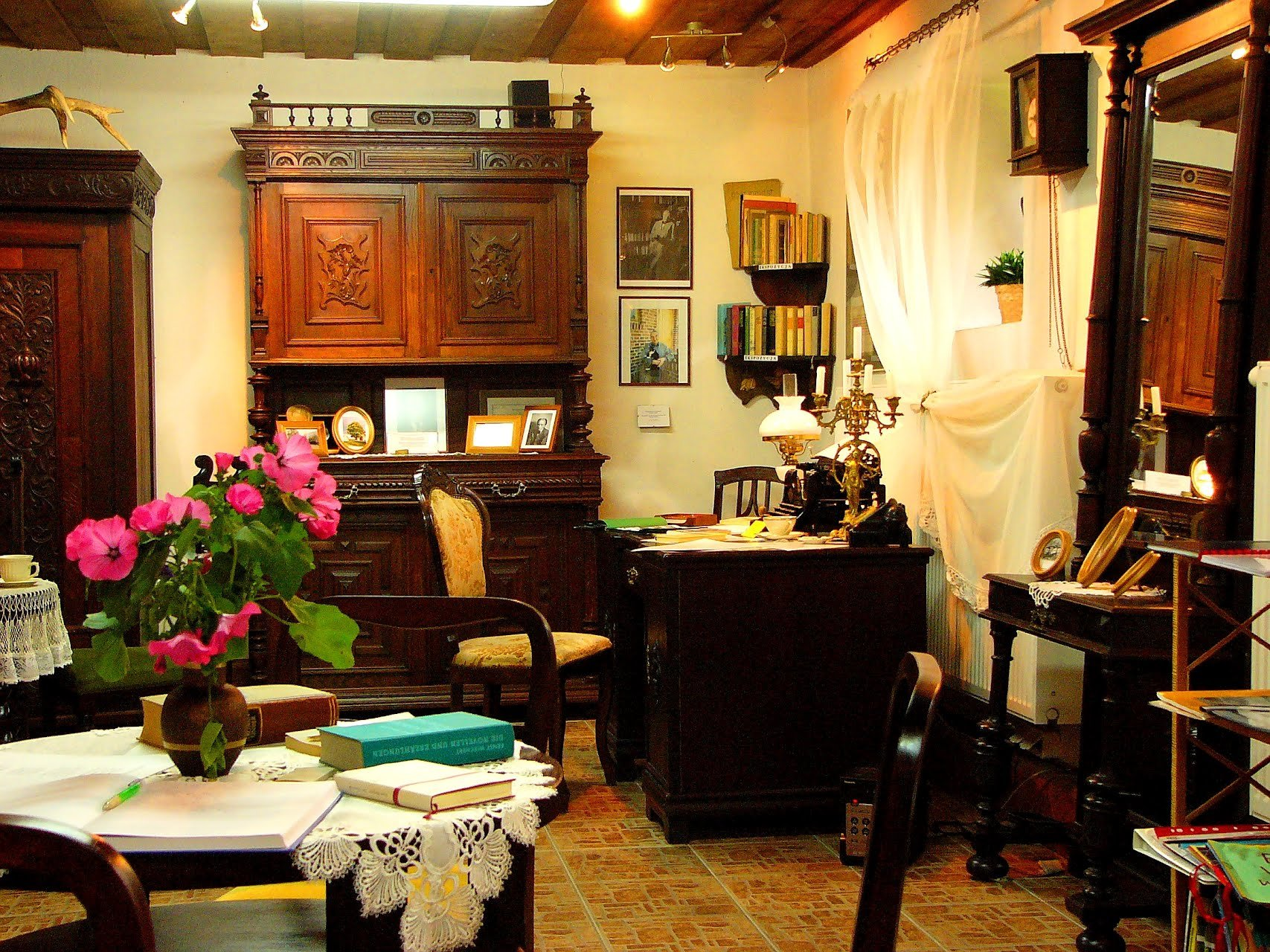
Ernst-Wiechert-Gedenkstube

## Geschichte
Ursprünglich war die Region von den heidnischen Prußen bewohnt. Seit 1243 war sie Teil des Deutschordensstaates. 1525 kam die Region zum Herzogtum Preußen und wurde mit dessen Umwandlung 1701 Teil des Königreichs Preußen.
Kleinort wurde um das Jahr 1700 gegründet. Im Jahr 1781 wurde es zusammen mit Kleinbrück ein Gut, und 1785 war es ein Schatullengut mit vier Häusern.
Von 1818 bis 1945 lag Kleinort im Kreis Sensburg. Im Juli 1874 wurde der Amtsbezirk Peitschendorf Nr. 18 mit der Landgemeinde Kleinorth gebildet. Im Jahr 1939 lebten in Kleinort 62 Einwohner.
Aufgrund der Bestimmungen des Versailler Vertrags stimmte die Bevölkerung im Abstimmungsgebiet Allenstein, zu dem Kleinort gehörte, am 11. Juli 1920 über die weitere staatliche Zugehörigkeit zu Ostpreußen (und damit zu Deutschland) oder den Anschluss an Polen ab. In Kleinort stimmten 40 Einwohner für den Verbleib bei Ostpreußen, auf Polen entfielen keine Stimmen.
Gegen Ende des Zweiten Weltkriegs wurde Kleinort während der Ostpreußischen Operation Ende Januar 1945 von der Roten Armee eingenommen und besetzt. Nach Kriegsende wurde Kleinort zusammen mit dem südlichen Teil Ostpreußens unter polnische Verwaltung gestellt. Der Ort wurde in Piersławek umbenannt. Soweit die Einwohner nicht geflohen waren, wurden sie in der darauf folgenden Zeit vertrieben.
Von 1975 bis 1998 gehörte Piersławek der Woiwodschaft Olsztyn an, und seit 1999 liegt es in der Woiwodschaft Ermland-Masuren.

### Einwohnerzahlen
| Jahr | Anzahl |
| ---- | ------ |
| 1818 | 25     |
| 1839 | 30     |
| 1871 | 69     |
| 1885 | 65     |
| 1898 | 69     |
| 1905 | 60     |
| 1910 | 61     |
| 1933 | 66     |
| 1939 | 62     |

## Kirche
Kleinort mit seinen Ortsteilen Kleinbrück (polnisch Mostek) und Forsthaus Kleinort (Leśniczówka Sosnówka) war bis 1934 in die evangelische Kirche Aweyden (polnisch Nawiady) in der Kirchenprovinz Ostpreußen der Evangelischen Kirche der Altpreußischen Union, ab 1934 in die Kirche Peitschendorf eingepfarrt. Die Katholiken in Kleinort gehörten zur St.-Adalbert-Kirche in Sensburg (polnisch Mrągowo) im damaligen Bistum Ermland. Heute ist Piersławek in die evangelische Pfarrei Mrągowo mit der Filialgemeinde Nawiady in der Diözese Masuren der Evangelisch-Augsburgischen Kirche in Polen sowie in die katholische Pfarrei Piecki im jetzigen Erzbistum Ermland in der polnischen katholischen Kirche eingegliedert.

## Sehenswürdigkeiten
Im Forsthaus Kleinort (polnisch Leśniczówka Sosnówka) wurde am 18. Mai 1887 Ernst Wiechert als Sohn des Försters Emil Martin Wiechert und dessen Ehefrau Henriette, geborene Andreae, geboren. Hier verbrachte er die Kindheit, bevor er die Oberrealschule in Königsberg besuchte. Im Gedenken an ihn wurde in dem Forsthaus die Ernst-Wiechert-Gedenkstube (Izba Pamięci Ernsta Wiecherta) eingerichtet sowie eine Gedenktafel angebracht.

## Sohn der Gemeinde
- Ernst Wiechert (* 18. Mai 1887 in Forsthaus Kleinort), deutscher Schriftsteller († 1950)